# 飛騨美濃ナビ
『飛騨美濃ナビ』（ひだみのナビ）は、岐阜放送で毎週木曜 22時00分 - 22時15分に放送されていた広報番組。

## 番組内容
岐阜県内にある企業や商店の紹介VTRを、音楽とともに放送するというもの。ナレーションは無く、紹介VTRを次々と放送していた。
美濃地方にある企業や商店の紹介VTRを放送する際には「美濃発」をサブタイトルに、飛騨地方にある企業や商店の紹介VTRを放送する際には「飛騨発」をサブタイトルに冠していた。元々は関連会社であるアドツーが制作していた関係で『○○発アドツーナビ』（○○には飛騨か美濃が入る）というタイトルだったが、同社が合併によって社名変更した関係で番組タイトルも変更された。